# Felicijan Globočnik
Felicijan Globočnik, slovenski rimskokatoliški duhovnik in nabožni pisatelj, * 19. oktober 1810, Braslovče, † 12. november 1873, Griže, Žalec.
Rodil se je v meščanski družini očetu Matiji in materi Uršuli. Po svetem mašniškem posvečenju 4. avgusta 1833 je kot kaplan in župnik  služboval v več krajih, nazadnje od 1853 do smrti v Grižah. Globočnik pripada generaciji duhovnikov lavantinske škofije, ki jih je spiritual Slomšek že v celovškem velikem semenišču navdušil za slovenstvo in slovensko pisateljevanje. Globočnikovo pisateljevanje je bilo že od samega začetka pa do konca v Slomškovem duhu in pod Slomškovim pokroviteljstvom.